# Jamski otoci
Jamski otoci (rus. Ямские острова), je mala otočna skupina smještena blizu obale u sjevernom Ohotskom moru. Ovo otočje administrativno pripadaju Magadanskoj oblasti Ruske Federacije.

## Geografija
Otočje se nalazi oko 250 km istočno od Magadana, samo 10 km od obala poluotoka Pjagina.

### Otoci
Glavni otok je otok Matikil (rus. Матыкиль). Dugačak je 6 km, a širok 2,2 km. Svi ostali otoci su mnogo manji. Najviša točka u Matikilu je na 700 m/nm.
Ostali otoci grupe su: Atikan (rus. Атыкан), Baran (rus. Баран), Hatemalju (rus. Хатемалью) i Kokonce (rus. Коконце).

## Povijest
Između 1852. i 1874. američki kitolovci krstarili su oko otoka u potrazi za grenlandskim kitovima.

## Fauna
Na otocima se pojavljuju stellerovi morski lavovi (Eumetopias jubatus), dok se u proljeće i ljeto milijuni morskih ptica gnijezde na otocima, uključujući otprilike šest milijuna patuljastih njorki (Aethia pusilla, vjerojatno najveća kolonija na svijetu), preko 900 000 burnjaka i desetke tisuća od Aethia psittacula ; na otocima se gnijezde i Aethia cristatella .
Ovi su otoci dio Magandskog zaštićenog područja ili zaštićene bioregije područja Magadan.

## Vanjske poveznice
|  | Zajednički poslužitelj ima još gradiva o temi Jamski otoci |

- Magadanska oblast